# Бухта смерти (фильм, 1926)
«Бухта смерти» — фильм режиссёра А. Роома, снятый по мотивам рассказа А. С. Новикова-Прибоя «В бухте Отрада».
Съёмкам фильма посвящён фельетон Ильи Ильфа «Драма в нагретой воде» (1925).

## Сюжет
Один из южных портов занят белыми. На маяке укрепились партизаны, среди которых Николай Раздольный, чей отец-механик — не разделяет взгляды сына. Белогвардейцы, проследив за отцом Николая, арестовывают команду корабля «Лебедь» и приказывают механику принять на себя прежние обязанности. Но когда «Лебедь» подплывает к маяку, отец Николая открывает кингстоны и корабль идёт ко дну.

## В ролях
- Василий Ярославцев — Иван Раздольный, механик
- Николай Салтыков — машинист Сурков, большевик
- Леонид Юренев — кочегар Маслобоев, шпион
- А. Равич — Елизавета, жена Ивана
- А. Мацевич — Николай, старший сын Ивана
- Василий Людвинский — Павлик, младший сын Ивана
- Николай Охлопков — матрос
- Борис Загорский — Халимбеков
- Андрей Файт — Алибеков / сотрудник контрразведки
- Алексей Харламов — капитан судна
- Арташес Ай-Артян — Саим
- Елизавета Карташева — Анна Кузнецова
- О. Гольнева — женщина с ребенком
- Ольга Бонус — хозяйка квартиры (нет в титрах)
- Даниил Введенский — сотрудник контрразведки (нет в титрах)
- Юрий Зимин — мальчик (нет в титрах)
- Лев Иванов — конвоир (нет в титрах)
- Александр Карпов — эпизод (нет в титрах)
- Владимир Уральский — солдат (нет в титрах)

## Художники-постановщики
- Колупаев, Дмитрий Антонович
- Василий Рахальс